# Hipogrifo

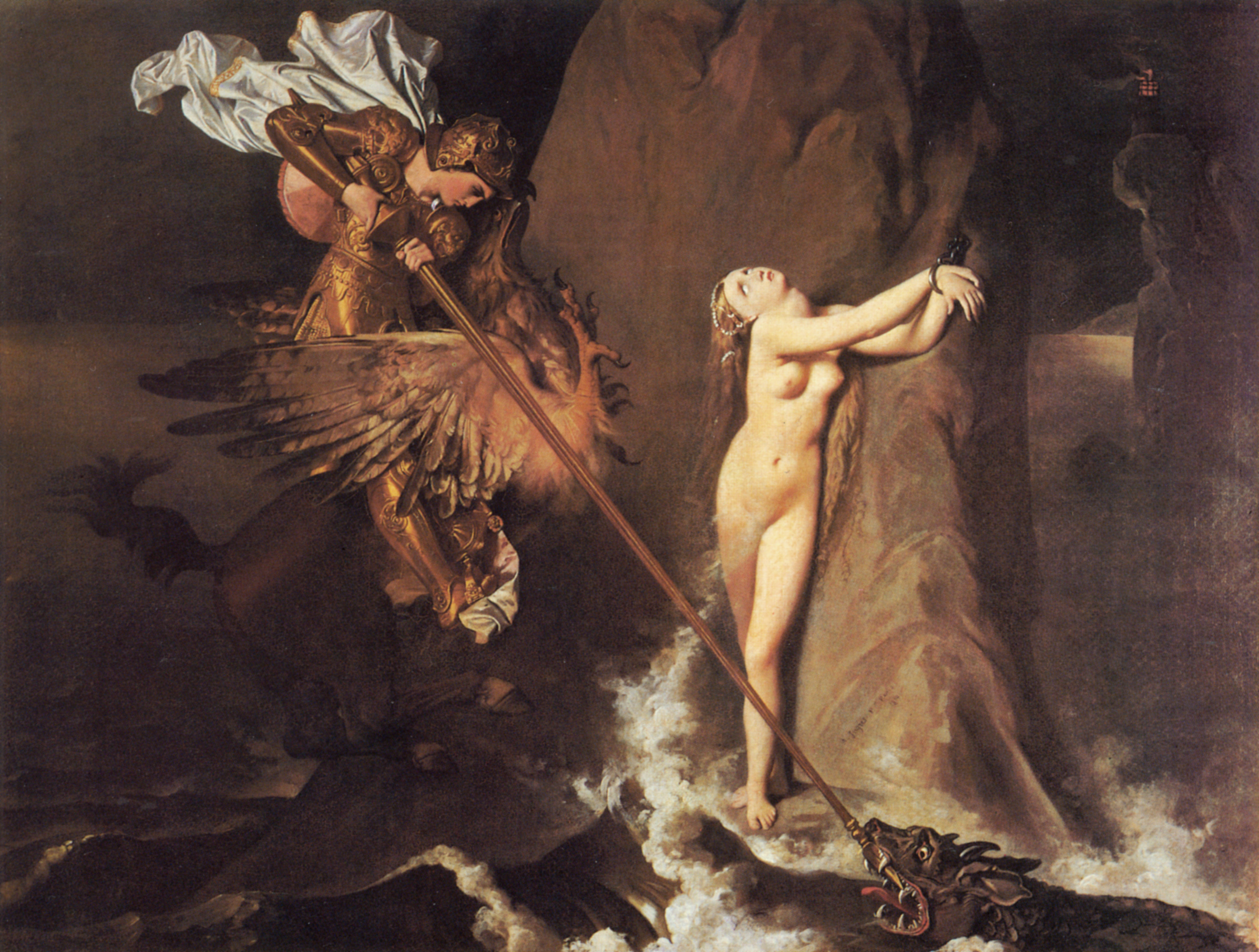
Rogério Livra Angélica por Jean Auguste Dominique Ingres, pintado em 1819, retrata a cena do Orlando Furioso na qual Rogério, montado num hipogrifo, resgata Angélica.

Um hipogrifo é uma criatura lendária, supostamente o fruto da união de um grifo e uma égua. O poema Orlando Furioso (1516) de Ludovico Ariosto contém uma descrição da criatura (canto IV):
18

Non è finto il destrier, ma naturale,
ch'una giumenta generò d'un Grifo:
simile al padre avea la piuma e l'ale,
li piedi anteriori, il capo e il grifo;
in tutte l'altre membra parea quale
era la madre, e chiamasi ippogrifo;
che nei monti Rifei vengon, ma rari,
molto di là dagli aghiacciati mari.
19

Quivi per forza lo tirò d'incanto;
e poi che l'ebbe, ad altro non attese,
e con studio e fatica operò tanto,
ch'a sella e briglia il cavalcò in un mese:
così ch'in terra e in aria e in ogni canto
lo facea volteggiar senza contese.
Non finzion d'incanto, come il resto,
ma vero e natural si vedea questo.
De acordo com as Lendas de Carlos Magno de Thomas Bulfinch:
Como um grifo, ele tem cabeça de águia, patas munidas de garras e asas cobertas com penas, mas o resto do seu corpo sendo de um cavalo. Este estranho animal é chamado de Hipogrifo.
Outra descrição do hipogrifo pode ser encontrada no poema de Arnold Sundgaard, O Hipogrifo:
Égua e Grifo ao se unir e acasalar
Fazem sua cria curiosa sorte compartilhar.
Cavalo com cascos e cauda ao meio é,
O resto Águia, com garras e unhas até.
Como Cavalo ele gosta no verão
De pastar em prados imersos na cerração,
Voar ainda como Águia lhe apraz
Sobre as nuvens como os sonhos é capaz.
Com tal Besta quedei-me encantado,
O Hipogrifo, assim ele é chamado.

## Origens e características

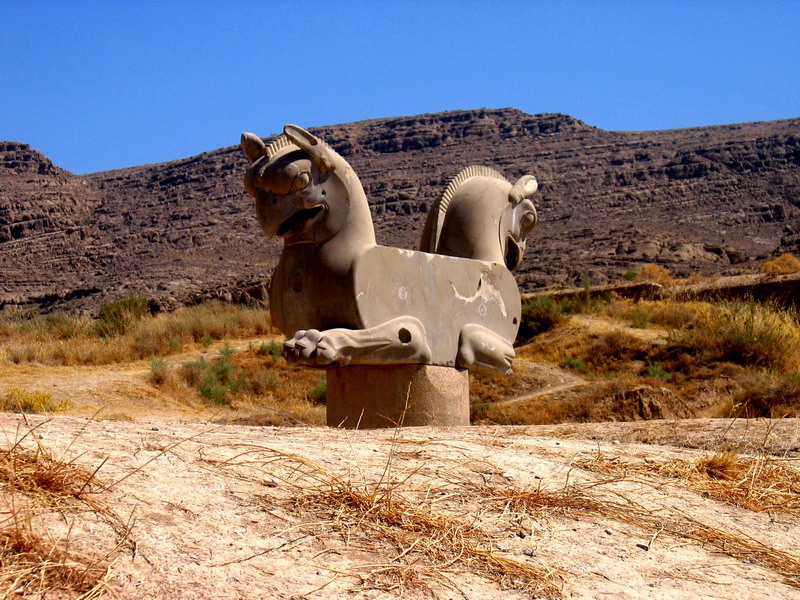
Estátua de Homa em Persépolis.

A razão para sua grande raridade é que grifos desprezam cavalos, os quais consideram com os mesmos sentimentos que um cão tem sobre um gato. Tem sido sugerido que essa ideia era tão forte nos tempos medievais que produziu um ditado, to mate griffins with horses ("acasalar grifos com cavalos"), o que significa mais ou menos o mesmo que o dito contemporâneo "quando as galinhas tiverem dentes". Em consequência, o hipogrifo era considerado um símbolo da impossibilidade e do amor. Isto foi supostamente inspirado por trechos dos Ecólogos de Virgílio, tais como acasalar Grifos com éguas e nas eras vindouras, tímidos cervos e mastins juntos virão beber..., os quais também seriam a origem do reputado dito medieval, se de fato houver alguma.
O hipogrifo parecia ser mais fácil de domar do que o grifo. Nas poucas lendas medievais onde é caracterizada esta criatura fantástica, ela é geralmente um animal de estimação de um cavaleiro ou de um feiticeiro. Constituía-se num excelente corcel de batalha, capaz de atingir a velocidade do raio. Do hipogrifo é dito ainda ser onívoro, comendo tanto plantas quanto carne.

## Hipogrifos na arte e na cultura popular
Entre outros lugares, os hipogrifos são caracterizados:
- Nos temas de combate entre animais nos ornamentos de ouro dos Citas podem ser vistos grifos atacando cavalos.
- Em Agesilan de Colchos, uma continuação de 'Amadis de Gaula, publicada em 1530.
- No O Verme Ouroboros, de Eric Rucker Eddison, 1922.
- Em muitos RPGs. No cenário de campanha Eberron de Dungeons & Dragons, o hipogrifo é a besta heráldica da Casa Vadalis.
- Em vários livros da série Xanth de Piers Anthony, particularmente Xap Hippogriff.
- No vídeo game Demon's Crest do Super Nintendo, onde há um miniboss alado descrito como um hipogrifo.
- Na série de jogos para PC Warcraft, como uma unidade de combate voadora dos Night Elves em Warcraft III, e como transporte de jogadores em World of Warcraft.
- Em vários livros da série Harry Potter, bem como no filme Harry Potter e o Prisoneiro de Azkaban, onde foram incluídos hipogrifos como Buckbeak ou Bicuço, propriedade de Hagrid e amigo de Harry. No filme Harry Potter e o Cálice de Fogo, Jarvis Cocker canta uma canção intitulada Do The Hippogriff.
- No vídeo game Castlevania: Symphony of the Night para o PlayStation da Sony, os hipogrifos surgem como inimigos.
- Como o Monstro do Lago George, um hoax; supostamente, a criatura seria um hipogrifo.
- No Warhammer Fantasy Battles, o hipogrifo é uma montaria monstruosa, disponível para o exército de Bretonnia.
- No jogo Castlevania: Symphony of the Night, da empresa Konami, o chefe da área da Capela Real é um Hipogrifo gigante (no caso, com cabeça de águia, corpo de leão e traseira de cavalo).

O hipogrifo também figura, raramente, em representações na heráldica.